# 1965年中北美洲及加勒比海冠軍盃
1965年中北美洲及加勒比海冠軍盃（英語：1965 CONCACAF Champions' Cup）是中北美洲及加勒比海聯賽冠軍盃，由中北美洲及加勒比海足球協會主辦。由中美洲、北美洲及加勒比地區之間的球會角逐，為該區頂級的球會級賽事。在此比赛中没有冠军、因为无法举行决赛。因此被宣布为无效。

## 北美洲區
比赛没有举行，因为没有俱乐部参加。

## 中美洲區

### 第一圈
| 1965年10月3日 | 阿古拿 | 4–1 | 奥罗拉 | 聖米格爾, 萨尔瓦多 |

| 1965年10月10日 | 奥罗拉 | 1–2 (2–6 總分) | 阿古拿 | 危地马拉市, 危地马拉 |

| 1965年10月3日 | 圣塞西莉亚 | 2–1 | CD奧林比亞 | 馬拿瓜, 尼加拉瓜 |

| 1965年10月10日 | CD奧林比亞 | 3–0 (4–2 總分) | 圣塞西莉亚 | 特古西加尔巴, 洪都拉斯 |

| 1965年10月17日 | 西班牙聯盟 | 1–1 | 薩普里沙 | 巴拿馬城, 巴拿馬 |

| 1965年11月5日 | 薩普里沙 | 8–0 (9–1 總分) | 西班牙聯盟 | 聖荷西, 哥斯達黎加 |

### 第二圈
| 1965年10月25日 | 阿古拿 | 4–2 | CD奧林比亞 | 聖米格爾, 萨尔瓦多 |

| 1965年10月31日 | CD奧林比亞 | 1–0 (3–4 總分) | 阿古拿 | 特古西加尔巴, 洪都拉斯 |

### 第三圈
| 1966年3月27日 | 阿古拿 | 1–2 | 薩普里沙 | 圣萨尔瓦多, 萨尔瓦多 |

| 1966年3月13日 | 薩普里沙 | 0–0 (2–1 總分) | 阿古拿 | 聖荷西, 哥斯達黎加 |

## 加勒比海區

### 第一圈

#### A组
所有比赛原定于1965年12月13日至12月17日在荷属安的列斯威廉斯塔德举行，但被取消。
| 第一隊 | 比數 | 第二隊 |
| ------ | ---- | ------ |
| 铁路   | 取消 | 工业   |
| 黑鹰   | 取消 | 铁路   |
| 工业   | 取消 | 黑鹰   |

#### B组
所有比赛原定于1965年12月13日至12月17日在荷属安的列斯奥拉涅斯塔德举行，但被取消。
| 第一隊   | 比數 | 第二隊   |
| -------- | ---- | -------- |
| 百利宫   | 取消 | 德兰士瓦 |
| 德兰士瓦 | 取消 | RCA      |
| RCA      | 取消 | 百利宫   |

### 第二圈
比赛原定于1965年12月19日在荷属安的列斯威廉斯塔德举行，但被取消了。
| 第一隊  | 比數 | 第二隊  |
| ------- | ---- | ------- |
| A组冠军 | 取消 | B组冠军 |

## 總決賽
| 第一隊   | 總比數 | 第二隊           | 首回合 | 次回合 |
| -------- | ------ | ---------------- | ------ | ------ |
| 薩普里沙 | w/o    | 加勒比海地区冠军 |        |        |

薩普里沙没有对手，所以他离开了比赛。

## 外部連結
- RSSSF.com–CONCACAF Cup （页面存档备份，存于）